# Thí nghiệm vô nhân đạo trên người tại Hoa Kỳ
Thí nghiệm vô nhân đạo trên người tại Hoa Kỳ là những thí nghiệm, thực hiện được cho là không có tính người và vi phạm nhân quyền, vi phạm Hiến pháp và pháp luật diễn ra tại Hoa Kỳ. Đã có rất nhiều vụ thí nghiệm được thực hiện trên người tại Hoa Kỳ mà được cho là vô nhân đạo, được tiến hành bất hợp pháp và không có sự đồng thuận và quyền được thông báo trước của người bệnh.
Nhiều loại thí nghiệm được thực hiện bằng cách cho bệnh nhân nhiễm các loại bệnh chết người một cách cố ý, hoặc cho họ tiếp xúc với các loại vũ khí hóa học, sinh học, phóng xạ, bức xạ, thí nghiệm giải phẫu, thí nghiệm các dụng cụ tra tấn/thẩm vấn, thí nghiệm các loại thuốc thay đổi trí nhớ, và nhiều hình thức thí nghiệm khác. Nhiều trong số các vụ thí nghiệm này được tiến hành cho trẻ em, người thiểu năng trí tuệ, người nghèo, người thuộc các nhóm cộng đồng thiểu số, và nhất là tù nhân. Thường thì nạn nhân là những người bệnh hoặc tàn tật, được bác sĩ bảo rằng họ sắp được "điều trị đặc biệt", nhưng thay vào đó là họ bị đưa vào các vụ thí nghiệm chết người này.
Nhiều vụ thí nghiệm trên người được hỗ trợ tài chính bởi Chính phủ Hoa Kỳ, nhất là Cục Tình báo Trung ương Hoa Kỳ và quân đội Hoa Kỳ. Các chương trình nghiên cứu trên người thường được xem là "tuyệt đối bí mật", và trong nhiều trường hợp thông tin về chúng chỉ lộ ra nhiều năm sau đó.